# یوسی یاسکلاینن
یوسّی یَسکِلَینِن (فنلاندی: Jussi Jääskeläinen؛ زادهٔ ۱۹ آوریل ۱۹۷۵) بازیکن سابق فوتبال اهل فنلاند است.
از باشگاه‌هایی که در آن بازی کرده‌است می‌توان به باشگاه فوتبال بولتون واندررز، باشگاه فوتبال وستهام یونایتد و باشگاه فوتبال ویگان اتلتیک اشاره کرد.